# Pina Picierno
Pina Picierno (nascida em 10 de maio de 1981 em Santa Maria Capua Vetere) é uma política italiana e membro do Partido Democrático (Itália) que, desde 2014, actua como membro do Parlamento Europeu.
Ela serviu por dois mandatos como membro do parlamento italiano entre 2008 e 2014.
Pina Picierno foi escolhida para encabeçar a lista regional do seu partido nas eleições europeias de 2014.
Picierno é também membro do Intergrupo do Parlamento Europeu sobre o Cancro, do Intergrupo do Parlamento Europeu para a Integridade (Transparência, Anticorrupção e Crime Organizado) e do Intergrupo do Parlamento Europeu para o Sahara Ocidental.
Em 2019, Picierno recebeu o Prémio Justiça e Igualdade de Género no Prémio MEP anual da The Parliament Magazine.